# Mesomerodon
Mesomerodon är ett släkte av skalbaggar. Mesomerodon ingår i familjen Rutelidae.
Kladogram enligt Catalogue of Life:
| Mesomerodon | \| \| Mesomerodon gilletti \| \| \| \| \| \| Mesomerodon spinipenne \| \| \| \| |
|             | \| \| Mesomerodon gilletti \| \| \| \| \| \| Mesomerodon spinipenne \| \| \| \| |
|             | Mesomerodon gilletti                                                            |
|             |                                                                                 |
|             | Mesomerodon spinipenne                                                          |
|             |                                                                                 |